# Rasem
Rasem, auch gosem, ist ein Durchschlagzungeninstrument aus einer Kalebasse als Windkapsel und sieben Bambuspfeifen, das in der traditionellen indischen Musik des nordostindischen Bundesstaates Tripura gespielt wird. Das unter diesen beiden Namen bei den Kukis beliebte Blasinstrument gehört mit rushem (rusem), ejuk tapung und khung in Assam und Manipur zu einer Gruppe regional verbreiteter Kürbismundorgeln.

## Bauform
Die Windkapsel der rasem besteht aus einem getrockneten Flaschenkürbis, dessen Hals mit einem Bambusrohr als Mundstück verlängert ist. Aus der Mitte der Kapsel ragen sieben etwa 30 bis 50 Zentimeter lange Spielpfeifen einer dünnen Bambusart heraus, die in zwei Gruppen zu drei und vier Pfeifen angeordnet sind. Beide Pfeifenbündel werden in der Mitte durch eine Pflanzenfaserwicklung zusammengehalten und durch Wachs mit der Kalebasse luftdicht und fest verbunden. Bei leicht nach unten geneigter Spielposition sind die Pfeifen steil nach oben gerichtet.
Wie bei der in Laos und in der Isan-Region (Nordostthailand) verbreiteten Mundorgel khaen besitzt jede Pfeife ein Fingerloch nahe am Übergang zur Kapsel. Es kann mit den Fingern abgedeckt werden, während beide Hände die Windkapsel umfassen. Durch das Mundstück eingeblasene Luft strömt zu jeder Pfeife mit demselben Druck, jedoch ertönen nur die Pfeifen, deren Öffnung geschlossen ist. Bei geöffnetem Loch tritt die Luft seitlich aus, was verhindert, dass die in der Windkammer in Bewegung versetzten Zungen Resonanzschwingungen in der Röhre erzeugen. Die Zunge besteht aus einem idioglotten (aus demselben Material bestehenden) dünnen ovalen Blatt, das durch einen schrägen Einschnitt am Rohrende halb abgetrennt wurde. Das Prinzip der Tonerzeugung unterscheidet sich von Einfachrohrblattinstrumenten wie der äußerlich ähnlichen pungi, die als Instrument der Schlangenbeschwörer bekannt ist.

## Herkunft und Verbreitung
Der Ursprung der Mundorgeln dürfte in Ostasien liegen, auf jeden Fall in einer Region, in der Bambus gedeiht. Das Verbreitungsgebiet von Bambusmundorgeln erstreckt sich von China und Japan über Laos, Thailand und Kambodscha, also entlang des Mekong, im Süden bis zu den Dayak auf Borneo und im Westen bis zu den Bundesstaaten im Nordosten Indiens. Bei den höher entwickelten Instrumenten, etwa der laotischen khaen und der chinesischen sheng besteht die Windkapsel aus Holz und die Zunge aus Metall. Ältere einfachere Formen wie die chinesische hulusi existieren außerhalb Nordostindiens noch im hohen Norden Thailands und in Sabah auf Borneo (sompoton). Ende des 18. Jahrhunderts gelangten asiatische Mundorgeln wie die sheng nach Europa, wo sie die Entwicklung der Handzuginstrumente beförderten.
In Indien sind Blasinstrumente mit Bambuswindkapseln als Einfachrohrblattinstrumente in mehreren ländlichen Regionen verbreitet. Hierzu zählen neben der pungi die in Westindien gespielte, aus zwei Kalebassen zusammengesetzte tarpu und die ähnliche pawari. Die hieraus weiterentwickelten Sackpfeifen, deren Windkapsel aus einem flexiblen Ledersack besteht, heißen in Nordindien mashak, im Süden titti oder sruti upanga und sind kaum noch in Gebrauch.
Die zu den Kukis gehörenden Volksgruppen Rangkhol und Beite (Biate) in Assam nennen ihre Mundorgel rushem. Die ejuk tapung der Mishing in Assam mit vier bis sieben Spielpfeifen entspricht etwa der rasem. Weitere regionale Varianten heißen tumbo tapung, pumsu tapung und derki tapung.
Zu einem anderen Blasinstrumententyp, der in Indien nur im Nordosten vorkommt, gehört die assamesische Hornpfeife pepo mit Einfachrohrblatt.

## Spielweise
Die rasem bringt fein und weich klingende Töne hervor. Ihr Tonumfang ist begrenzt, da sich die Spielpfeifen nicht überblasen lassen. Häufig werden Akkorde von zwei oder mehreren Tönen gespielt. Die Kukis spielen die Mundorgel häufig zusammen mit der zweifelligen Fasstrommel dhol, besonders zur Begleitung von Tänzen wie Jongchalam und Malkanglam bei Festveranstaltungen. Sagolpheikhal ist ein Tanz der siegreich von der Schlacht – der Jagd – heimgekehrten Krieger oder Jäger.
In der komplexen Kosmogonie der Kukis erschuf der oberste Gott Pathen den in fünf Sphären geschichteten Himmel, die Erde sowie weitere göttliche und auch teuflische Wesen. Zu den zahlreichen böswilligen Gestalten gehört eine Gruppe von sieben Brüdern, die Nelhao heißen, in den Bergen herumstreichen und dort den Menschen Leid zufügen. Die sieben Pfeifen der rasem beziehen sich der Sage nach auf diese sieben bösen Geister, weshalb das Instrument nicht draußen in der Natur gespielt werden soll, um nicht deren Unheil anzulocken. Ein Nelhao ist ferner gefürchtet, weil er als Sturmwind erscheint und die Ernte auf den Feldern mitsamt den Wohnhäusern zerstört.
Andere Musikinstrumente der Kukis sind die Bambusflöte theile, die Naturtrompete pengkul, einen großen (daphi) und kleinen Gong (dah cha), Zimbeln und die kleine Trommel khuongcha. Aus Bambus besteht auch die in Tripura gespielte Zupflaute chongpreng, ferner gibt es eine tiefbauchige Form der Streichlaute sarinda.